# مهق
المَهَقُ (بالإنجليزية: albinism، من اللاتينية albus التي تعني أبيض)، كما يسمَّى الإِغْرَابُ أو الإِحْسَابُ أو تَعَذُّرُ التَّلَوُّنِ أو اللَّاتَلَوُّنِيَّةُ أو اِنْعِدَامُ لَوْنِ الجِلْدِ أو ظَاهِرَةُ الألبينو هو اضطراب خلقي يتميز بغياب الصباغ في الجلد والشعر والعيون، نتيجة غياب كامل أو جزئي أو عيب من إنزيم تيروزيناز (تايروسيناز)، وهو إنزيم يشارك في إنتاج الميلانين ويحتوي على النحاس. تعتبر هذه الحالة معاكسة لاسْوِدَادُ الجِلْد. وخلافاً للبشر، فإن الحيوانات الأخرى لديها أصباغ متعددة، وعليه يعتبر المهق حالة وراثية تتميز بغياب الصباغ في العيون والجلد والشعر، القشور، الريش أو البشرة. ويعرف المصاب به بعدو الشمس.

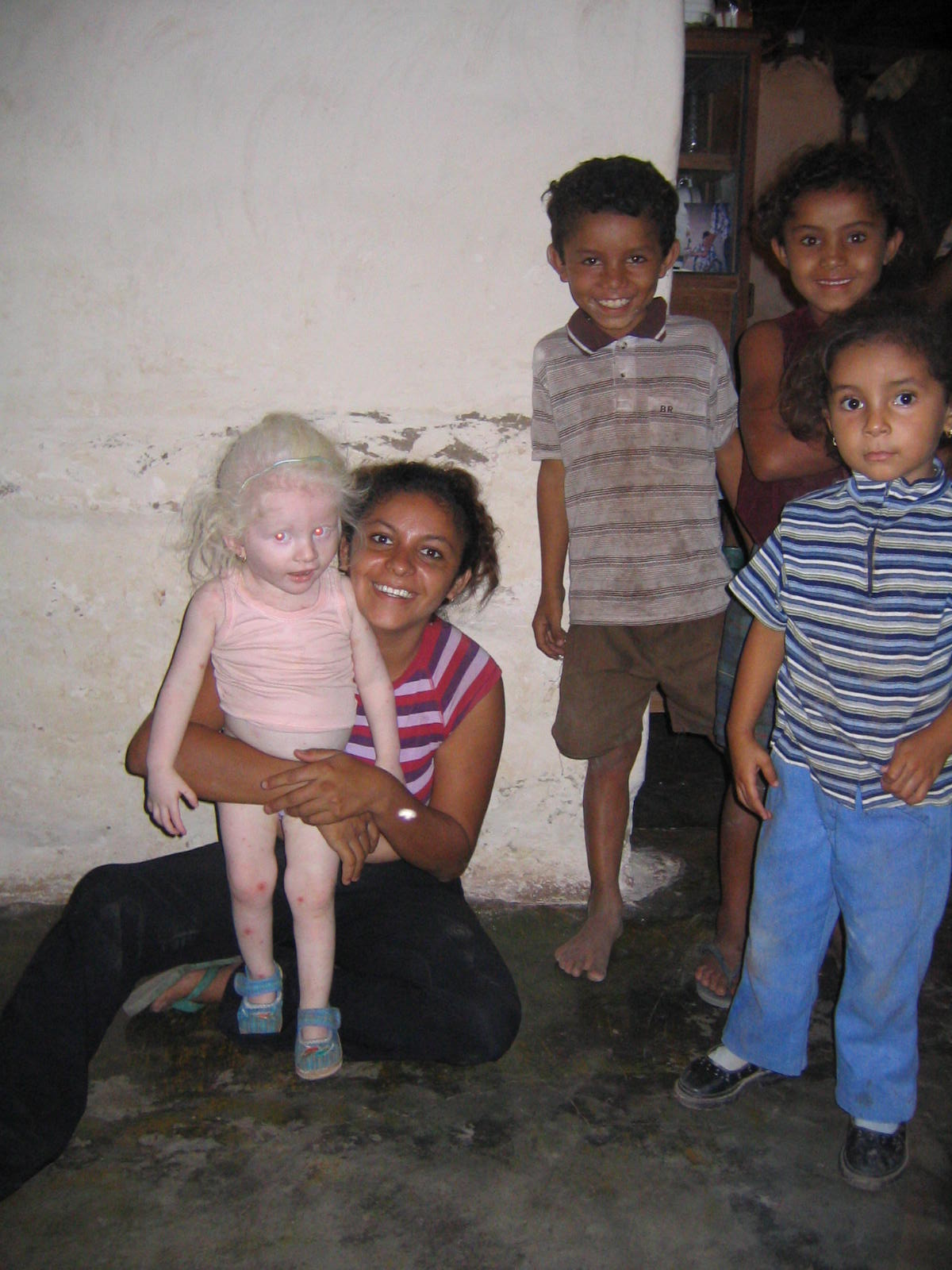
مهقاء هندوراسية

ينتج المهق من وراثة ألليلات الجينات المتنحية، ومن المعروف أن هذه الحالة تؤثر في جميع الفقاريات، بما في ذلك البشر. يسمى الكائن الحي المصاب بغياب تام للميلانين أَمْهَق أو أحْسَب أو مُغْرِب في حين أن الكائن الحي المصاب بتناقص كمية الميلانين يسمى بالمصاب بالبياض.
المهق يترافق مع عدد من عيوب الرؤية، مثل رُهابُ الضَّوء، الرَأْرَأة والحول. نقص تصبغ الجلد يجعل جلد المصاب أكثر قابلية لسرطان الجلد وحروق الشمس. في بعض الحالات النادرة مثل متلازمة تشيدياق – هيغاشي، قد يكون المهق مرتبطاً بأوجه القصور في نقل حبيبات الميلانين، وهذا يؤثر أيضاً على الحبيبات الأساسية الموجودة في الخلايا المناعية؛ التي تؤدي إلى زيادة التعرض للإصابة بمَرَضٌ مُعْدٍ.

## العلامات والأعراض

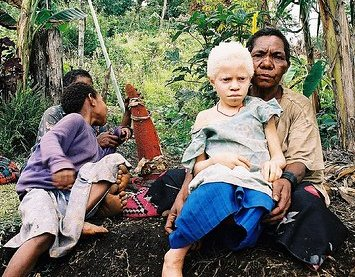
فتاة مصابه بالمهق من غينيا الجديدة

يتصف المصابون بالمهق الشامل عموما بشعر أبيض كالكتان، وعينين زرقاوين وجلد أبيض شاحب مما يميز شكلهم عن باقي الأفراد. في بعض الحالات لا يكون غياب صبغة الشعر كاملا فيظهر الشعر أصهبا فاتحا أو متوسطا بدلا من الأبيض. غالبا ما يكون المصاب بالمهق ذا بشرة يفوق شحوبها باقي أفراد عائلته. الخرافة الشائعة من أن كل مصاب بالمهق لهم شعر أبيض وعينان حمراوان غير صحيحة، إذ أن القزحية عديمة الصبغة في الإنسان تكون زرقاء وليست وردية كما في أنواع أخرى من الحيوانات، كما أن العين البشرية، بسبب حجمها، أعمق من أن يظهر بؤبؤها أحمر بدلا من الأسود، بفعل الشعيرات الدموية في قاعها.
مع هذا فإن نمو المصابين بالمهق يكون طبيعيا مثل أقرانهم، كما لا تتأثر حالتهم الصحية العامة ولا متوسط أعمارهم ولاذكائهم، ولا تتأثر قدرتهم على الإنجاب. فرصة ميلاد أطفال ألبينو عند زواج شخص ألبينو بشخص غير ألبيني ضعيفة جدا كما سيلي شرحها.
في البشر، هناك نوعان رئيسيان من المهق: بصري جلدي، والذي يؤثر في العينين والجلد والشعر، وبصري الذي يؤثر على العيون فقط.

### المهق البصري الجلدي

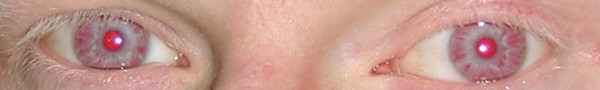
عينان لشخص مصاب بالمهق

يعد المهق البصري الجلدي (Occulocutaneous) الأكثر شيوعا في العالم، ويشمل نقص صبغة الميلانين في الجلد والشعر والعيون، وينقسم هذا النوع إلى 4 أصناف:
النوع الأول: عيب وراثيّ لأنزيم التيروسينيز tyrosinase-related albinism، حيث يكون التلون قليل جداً أو منعدم.
النوع الثاني: يعتبر الأكثر شيوعا، سببه عيب وراثيّ بالجينP على الكروموسوم 15، حيث يكون التلون قليل.
النوع الثالث: ويسمى المهق البني، وهو متوارث عند السود خاصة.
النوع الرابع : منتشر في اليابان بكثرة ويصعب ايجاده خارجها، حيث يكون التلون قليل ويشبه النوع الثاني إلى درجة عدم الاستطاعة عن التفريق بينها بسهولة.

### المهق البصري
يشكل المهق البصري (Ocularalbinism) ما نسبته 10-15% من كلّ حالات المهق، ويشمل فقدان صبغة الميلانين على مستوى العينين في المقام الأول أما الجلد والشعر فيكونان في حالتهما الطبيعية، تنتقل بالوراثة الجنسية التنحية X-linked recessive ونميز فيه نوعان رئيسيان:
النوع الأول: يعرف باسم متلازمة Nettleship-Falls وتعتبر الأكثر انتشارًا، تظهر اعراضها عند الذكور أكثر من الإناث.
النوع الثاني: يعرف باسم متلازمة Forsius-Eriksson، ويظهر المرض عند الذكور.
يظهر معظم الأشخاص مع المهق البصري الجلديّ (أوكولوكوتانيوس) بمظهر أبيض أو شاحب جداً، حيث أن الميلانين أصباغ مسؤولة عن اللونين البني والأسود، وبعض الأصباغ الصفراء تكون غير موجودة. المهق البصري أو العيني (اوكيولار) ينتج عنه شخص أزرق فاتح العينين،  وقد تتطلب التشخيص اختبارات جينية.
نظراً لأن الأفراد المصابين بالمهق يفتقرون تماماً إلى الميلانين (الصبغة الداكنة في الجلد) والتي تساعد على حماية البشرة من أشعة الشمس فوق البنفسجية، فإنه من الممكن أن يتعرضوا إلى حروق الجلد بسهولة أكبر عند التعرض المفرط لأشعة الشمس.
تنتج العين البشرية عادةً ما يكفي من الصبغة اللازمة لصبغ القزحية باللون الأزرق، الأخضر أو البني والتسبب بعتامة العين. إن المصابين بالمهق أكثر عرضةً إلى ظهور أعينهم باللون الأحمر في الصور الفوتوغرافية (احمرار بالعين مرتبط بمرض أو إصابة)، سبب الاحمرار هو الشبكية التي تظهر من خلال قزحية العين. كما يؤدي غياب الصباغ في العيون إلى مشاكل مع الرؤية، سواء أكانت ذات صلة أو لا علاقة لها بحساسية الضوء.
الأشخاص المصابون بالمهق يتمتعون عموماً بصحة جيدة بالنسبة لبقية السكان (ولكن انظر الاضطرابات ذات الصلة أدناه)، حيث أن النمو والتَطَوُّر يحدثان بشكل طبيعي، والمهق بحد ذاته لا يتسبب بوفيات،  على الرغم من ذلك فإن عدم وجود صبغة حجب الأشعة فوق البنفسجية يزيد من خطر الأورام الخبيثة (سرطان الجلد)، وغيرها من المشاكل.

### المشاكل البصرية
تطور النظام البصري يعتمد اعتماداً كبيرا على وجود الميلانين، ويمكن أن يؤدي انخفاض أو عدم وجود هذه الصبغة في الذين يعانون من المهق إلى:
- انحراف توجيه من الإسقاطات الشبكية الركبية (الريتينوجينيكولات)، والذي يؤدي إلى تصالب (عبور) غير طبيعي لألياف العصب البصري.[11]
- رُهابُ الضَّوء، انخفاض حدة البصر بسبب تشتت الضوء داخل العين.[11][13]
- انخفاض حدة البصر(سواء قصر النظر أو طول النظر) بسبب نقص تنسج نقري وربما تلف الشبكية ناتج عن الضوء.[11]

1. الرأرأة، وهي الحركة السريعة غير المنتظمة للعيون ذهاباً وإياباً، أو في حركة دائرية.[11]
2. الغَمَش، انخفاض في حدة العيون، أحدهما أو كليهما بسبب فقر الانتقال إلى الدماغ، وغالباً ما يرجع إلى ظروف أخرى مثل الحول.[11]
3. نقص تنسج العصب البصري، عدم تطور العصب البصري.

بعض المشاكل البصرية المرتبطة بالمهق تنشأ من اختلال النمو الضعيف للظهارة الصبغية في شبكية العين نظراً لنقص مستوى الميلانين، وضعف النمو بالظهارة الصبغية يؤدي إلى نقص تنسج نقري (نقرة مركزية) (فشل في وضع نقر طبيعي)، والذي ينتج عنه التثبيت غريب الأطوار وانخفاض حدة البصر، وكثيراً ما ينتج عن ذلك مستوى طفيف من الحول.
القزحية عبارة عن عضلة عاصرة تتشكل من الأنسجة المصطبغة، والتي تنقبض عند تعرض العين للضوء الساطع، لحماية الشبكية من خلال الحد من مقدار الضوء الذي يمر من خلال الحَدَقَة. في حالات الإضاءة الخافتة، ترتاح القزحية للسماح لمزيد من الضوء بالدخول العين. في حالات المهق، تفتقر قزحية المصاب إلى الصباغ الكافية لحجب الضوء، وبالتالي الانخفاض في قطر الحدقة يؤدي جزئياً إلى الحد من كمية الضوء التي تدخل العين. إضافةً إلى ذلك، التطور غير السليم للظاهرة الصبغية داخل الشبكية، التي تمتص معظم أشعة الشمس المنعكسة في العيون العادية، يزيد من التوهج بسبب تشتت الضوء داخل العين. رهاب الضوء الذي يعاني منه المصاب يؤدي عموماً إلى الشعور بعدم الراحة في الضوء الساطع، ولكن يمكن الحد من هذا باستخدام النظارات الشمسية أو القبعات ذات الحواف.

## المهق المرافق
وهو المهق المرافق للإضطرابات الأخرى مثل:
- متلازمة شدياق هيجاشى (بالإنجليزية: Chediak- Higashi syndrome).
- متلازمة هيرمانسكي-بودلاك (بالإنجليزية: Hermansky-Pudlak syndrome).
- متلازمة غريسيلي (بالإنجليزية: Griscelli Syndrome).

## علم الوراثة
المهق العيني الجلدي (أوكولوكوتانيوس) هو عموماً نتيجة للوراثة البيولوجية من الألليلات المتنحية وراثيا (الجينات)، تم تمريرها من كلا الأبوين للفرد. على سبيل المثال OCA1 وOCA2. طفرة في الجينات البشرية TRP-1 قد يؤدي إلى عدم انتظام إنزيمات التايروسيناز في الخلايا الصباغية، وهذا التغيير الذي افترض تعزيز تكوين الميلانين البني مقابل الميلانين الأسود، مما يؤدي إلى نمط جيني ثالث من المهق العيني الجلدي OCA3.
بعض الأشكال النادرة موروثة من أحد الوالدين فقط. وهناك طفرات وراثية أخرى ثبت أنها تترافق مع المهق. بالرغم من ذلك فإن جميع التعديلات تؤدي إلى تغيرات في إنتاج الميلانين في الجسم. بعض هذه ترتبط بزيادة خطر الإصابة بسرطان الجلد (انظر List of cutaneous conditions associated with increased risk of nonmelanoma skin cancer قائمة تحتوى هذه الاختلافات الوراثية).
فرصة الحصول على نسل مصاب بالمهق ناجم عن التزاوج بين كائن حي مصاب بالمهق مع كائن آخر غير مصاب تكون منخفضة. ومع ذلك، لأن الكائنات الحية (بما في ذلك البشر) يمكن أن تكون حاملة لجينات المهق دون أن تظهر عليها الصفات العارضة، يمكن أن تنتج ذرية مصابة بالمهق من أبوين غير مصابين. وعادةً ما يحدث المهق مع تواتر متساوي في كلا الجنسين. يستثنى من هذا المهق البصري، الذي يتم تمريره إلى الأبناء عن طريق الوراثة المرتبطة بالكروموزوم (x). وهكذا، فإن المهق البصري يحدث أكثر تواتراً في الذكور بسبب امتلاكهم كروموزوم X واحد وY واحد، خلافاً للإناث، التي تتميز بامتلاك اثنين من الكروموزومات (x).
هناك شكلين مختلفين من المهق: نقص جزئي في الميلانين معروف بانخفاض التلون (هيبوميلانيسم)، والغياب التام الميلانين ويعرف باسم انعدام التلون (أميلانيسم أميلانية أو أميلانوسيس).

### الانزيم
اختلال الإنزيم المسؤول عن المهق هو تيروزين 3- مونوكسيجيناسي (التيروزينات)، الذي ينتج الميلانين من الحمض الأميني التايروسين(تيروسين).

### النظريات التطورية
يُقترح أنه حدث تطور لأشباه البشر المبكر في شرق إفريقيا منذ حوالي 3 ملايين سنة.
التغير المظهري من الرئيسات إلى أشباه البشر المبكر أدى إلى فقدان شعر الجسم – باستثناء المناطق الأكثر تعرضاً للأشعة فوق البنفسجية، مثل الرأس – للسماح بتنظيم حراري أكثر كفاءةً عند الصيادين مبكراً. على الأرجح فإن الجلد الذي تعرض للشمس عند فقدان الشعر عند أشباه البشر كان غير مصطبغ، مما يعكس الجلد شاحب الكامن وراء شعر أقاربنا الشمبانزي. وذلك منح ميزة إيجابية في وقت مبكر لأشباه البشر التي تسكن القارة الأفريقية، والتي كانت قادرة على إنتاج البشرة الداكنة -أولئك الذين أظهروا أولاً الإيوميلانين منتجةً - MC1R – الذي يحميها من الأشعة فوق البنفسجية الضارة التي تضر بالظهارة. مع مرور الوقت، الميزة التي منحت لأصحاب البشرة الداكنة أدت إلى انتشار البشرة الداكنة في القارة. ومع ذلك، الميزة الايجابية كانت قوية بما يكفي كي تنتج لياقة بدنية إنجابية أعلى عند أولئك الذين ينتجون المزيد من الميلانين. كان الضغط الانتقائي قوياً بما فيه الكفاية ليسبب هذا التحول في مجال يكثر النقاش فيه. وتشمل بعض الفرضيات انخفاض اللياقة البدنية الإنجابية في الأشخاص ذوي المستويات المنخفضة من الميلانين بسبب سرطان الجلد الفتاك، وأمراض الكلى القاتلة الناتجة عن تشكل زائد لفيتامين د في جلد الناس الحاملين لكمية أقل من الميلانين، أو ببساطة الانتخاب الطبيعي بسبب أساليب اختيار الزوج، والانتقاء الجنسي.
عند مقارنة مدى انتشار المهق في إفريقيا إلى انتشاره في أجزاء أخرى من العالم، مثل أوروبا والولايات المتحدة، تكون الآثار التطورية المحتملة لسرطان الجلد كقوة انتقائية نظراً لتأثيره على هؤلاء السكان غير مهمة. انتشار المهق في بعض المجموعات الإثنية في جنوب الصحراء الكبرى بإفريقيا هو حوالي 1 في 5,000، بينما في أوروبا والولايات المتحدة هو 1 في 20,000. ثم إن التغيرات الانتقائية أقوى على السكان الألبينو في إفريقيا منها على السكان الألبينو في أوروبا والولايات المتحدة. سجلت معدلات مرتفعة تقدر بـ 1 من أصل 1000 لبعض السكان في زيمبابوي وأجزاء أخرى من جنوب أفريقيا. في دراستين منفصلتين في نيجيريا، وجد أن الأشخاص الذين يعانون من المهق يكونون بسنّ إنجابي مبكر في أكثر الأحيان. وجدت إحدى الدراسات أن 89% من الأشخاص الذين تم تشخيصهم بمرض المهق بين 0 و30 عاماً من العمر، بينما الآخر وجد أن 77% من المصابين بالمهق تحت سن الـ 20.

## التشخيص
يمكن للاختبارات الجينية تأكيد الإصابة بالمهق، لكنها لا تقدم فائدة طبية إلا في حالات الاضطرابات غير-أوكا (غير العيني الجلدي) والذي يضع المهق جنباً إلى جنب مع غيرها من المشاكل الطبية التي يمكن علاجها. لا يوجد حاليا علاج للمهق، ولكن يمكن التخفيف من أعراض المهق بأساليب مختلفة مفصلة أدناه في قسم العلاج.

## العلاج
لا يوجد فعّال مثبت لعلاج المهق، إلا أنه توجد دراسات على دواء جديد قد يكون يكون علاجًا محتملًا للمرض، وهو نيتيسينون، والذي وافقت عليه إدارة الغذاء والدواء الأمريكية(FDA) لعلاج مرض فرط تيروزين الدم الوراثي من النوع 1، ووجدوا أنه يقلل مستويات التيروزين في البلازما ويزيد من تصبغ العين والشعر. لذا قد يكون هذا الدواء(Nitisinone) علاجًا محتملًا للأشخاص المصابين بالمهق العيني قريبًا.
المصابون بالمهق يتوجب عليهم العناية بأنفسهم من حروق الشمس وأيضاً يجب عليهم متابعة أخصائيي الجلدية بشكل منتظم للتأكد من صحة جلدهم.
في معظم الأجزاء، يكون العلاج في حالات العين البصرية هو إعادة التأهيل. الجراحة المتضمنة للعضلات خارج المقلة والتي تساعد على إنقاص الحول. يمكن أيضاً إجراء جراحة لتثبيط الرأرأة، للحد من 'اهتزاز' العيون ذهاباً وإياباً. فعالية جميع هذه الإجراءات تختلف اختلافاً كبيراً، وذلك يعتمد على الظروف الفردية لكل مصاب.
النظارات الطبية ومساعدات الرؤية الأخرى، ومواد الطباعة الكبيرة، بالإضافة إلى أضواء القراءة الخفيفة ذات الزاوية، جميعها يمكن أن تساعد الأفراد المصابين بالمهق، على الرغم من أنه لا يمكن تصحيح رؤيتهم تماماً. بعض المرضى المصابين بالمهق يظهرون تحسناً باستخدام النظارة ثنائية البؤرة (مع عدسة قراءة قوية) ونظارات طبية للقراءة، و/أو الأجهزة المحمولة باليد مثل النظارة المكبرةأو العدسات أحادية العين.
من الممكن تلوين العدسات اللاصقة لعرقلة نقل الضوء من خلال قزحية العين. البيواوبتك هي نظارات تحتوي عدسات مضمنة صغيرة خلف أو داخل العدسات العادية، بحيث أنه يمكن أن ننظر من خلال العدسة العادية أو التلسكوب. تصميمات حديثة من البيواوبتك توفر عدسات خفيفة الوزن وأصغر حجماً. بعض الولايات في الولايات المتحدة تسمح باستخدام تلسكوبات البيواوبتك لقيادة السيارات. لدعم مرضى المهق وأفراد أسرهم، «المنظمة الوطنية» للمهق ونقص التصبغ يمكن أن توفر شبكة من الموارد والمعلومات.

## التأثير العرقي
المهق يؤثر على الأشخاص من مختلف الخلفيات العرقية؛ التواتر في العالم يقدر بحوالي واحد في 17,000. يتفاوت انتشار أشكال مختلفة من المهق تفاوتاً كبيراً بين السكان، وهو أعلى عموماً في جنوب الصحراء الكبرى في إفريقيا.

## المجتمع والثقافة
من الناحية الجسدية، مرضى المهق يعانون عادةً من مشاكل بصرية، وهم بحاجة إلى حماية جلدهم من أشعة الشمس. غالباً ما يواجهون تحديات اجتماعية وثقافية (وحتى تهديدات)، مما يسبب مصدراً للسخرية والتمييز، أو حتى الخوف والعنف. وقد وضعت العديد من الثقافات في جميع أنحاء العالم معتقدات متعلقة بالسكان المصابين بالمهق.
في البلدان الأفريقية مثل تنزانيا، وبوروندي كان هناك زيادة غير مسبوقة في عمليات القتل المتصلة بممارسة السحر تجاه الأشخاص المصابين بالمهق في السنوات الأخيرة، حيث يتم استخدام أجزاء الجسد الخاصة بهم في الجرع التي تباع عن طريق الدجالين. العديد من الحوادث الموثقة حدثت في إفريقيا خلال القرن الحادي والعشرين. على سبيل المثال، في تنزانيا، في أيلول/سبتمبر 2009، ثلاثة رجال أدينوا بتهمة قتل صبي عمره 14 سنة مصاب بالبهق وقطع ساقيه بغية بيعها لأغراض السحر. قدرت ناشيونال جيوغرافيك في تنزانيا مجموعة كاملة من أجزاء جسم ألبينو بقيمة 75,000 دولار.
معتقدات أخرى ضارة وكاذبة تزعم أن ممارسة الجنس مع امرأة مصابة بالبهق سيؤدي إلى علاج رجل من فيروس نقص المناعة المكتسبة (فيروس العوز المناعي البشري). وقد أدى ذلك، في زمبابوي، للاغتصاب (والإصابة بفيروس نقص المناعة البشرية اللاحقة).
بعض المجموعات العرقية والسكان في المناطق المعزولة يظهرون التعرض المتزايد للمهق، يفترض أنه بسبب العوامل الوراثية. وتشمل هذه الأمريكيين الأصليين، زوني والهوبي (على التوالي من بنما، نيو مكسيكو، وولاية أريزونا)؛ اليابان، حيث شكل معين واحد من المهق منتشر بشكل غير عادي؛ وجزيرة يوكري، حيث يظهر السكان نسبة عالية جداً من المهق.
مشاهير مصابون بالمهق منهم: أوكسفورد دون ويليام أركيبالد سبونر، الممثل الكوميدي فيكتور فيرنادو، المغنيين جوني وادجار وينتر، ساليف كيتا، ويلي بيريمان، عارضو الأزياء كوني شيو وشاون روس. إمبراطور اليابان سيني كان يعتقد أنه البينو لأنه قال أنه ولد بشعر أبيض.

## المهق عند الحيوانات

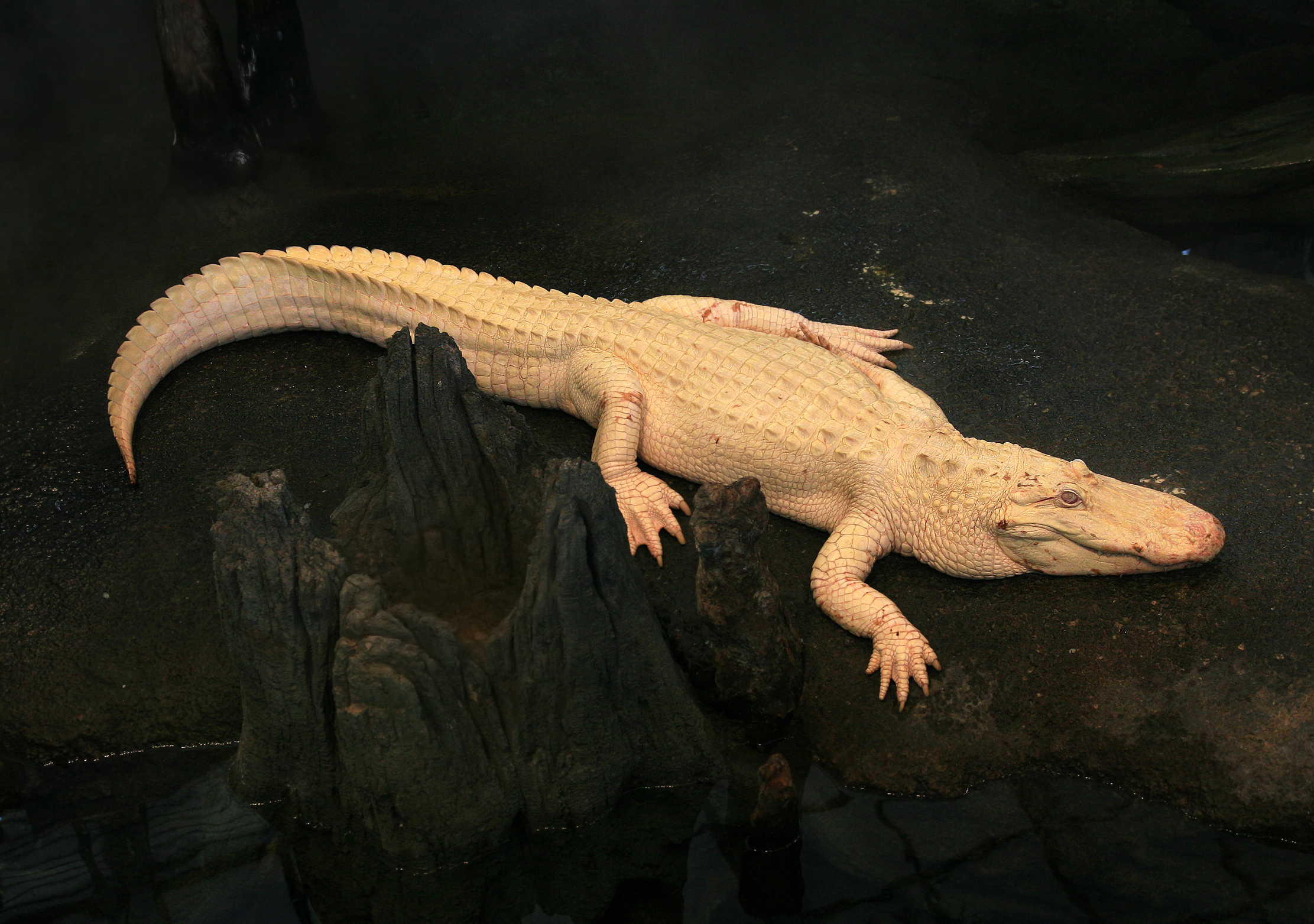
قاطور أمهق

لا تقتصر المهق على الإنسان وحده، حيث تحمل حيوانات أخرى هذه المورثات أيضا، وعادة ما يكون أثر المهق على الكائنات أكثر خطورة في المملكة الحيوانية، حيث يرتبط الإبصار وصبغة الجلد عادة بالقدرة على البقاء.
لم توجد سجلات صادقة عن حدوث المهق في الخيول، حيث أن الخيول البيضاء لا تكون أعينها وردية وهو ما يميز المهق الحقيقي في الحيوانات.
من أمثلة الحيوانات الألبينية المعروفة، بطريق ولد في حديقة بريستول للحيوانات في بريطانيا في أكتوبر 2002 ومات في أغسطس 2004، عرف باسم سنودروب (قطرة الثلج). وعاشت غوريلا ألبينو فريدة من نوعها عرفت باسم نفومونجي في حديقة حيوانات برشلونة لسنوات.
يمكن للقطط أن تحمل مورث المهق، فتبدو بيضاء الفراء وزرقاء الأعين، كما تكون نسبة كبيرة منها صماء.
توجد الأسماك والضفادع المصابة بالمهق في الطبيعة، وأحيانا ما تعرض للبيع في محلات الحيوانات الأليفة، حيث يعتبر غياب الصبغة فيها مرغوبا لمربي ومكثري هذي الحيوانات، لندرتها.

## في الطيور
أهم الأصباغ التي تحدد ألوان ريش الطيور هي الميلانين والكاروتينات. يُتناول هذا الأخير في الطعام ويُحوَّل إلى أصباغ ملونة بواسطة الإنزيمات. يعود الشذوذ في هذا الصبغ في الغالب إلى أوجه القصور في الغذاء، ولا يكون له أساس وراثي عادةً. ومن الأمثلة المعروفة على ذلك طيور النحام التي يعود لونها الوردي المميز لوجود الكاروتينات الحمراء في طعامها الطبيعي. عندما تكون هذه الكاروتينات غير متوفرة، تظهر هذه الطيور بيضاء بعد الانسلاخ التالي. الطفرات التي تُحدث تغييرات في صبغات الألوان القائمة على الكاروتينات نادرة، وتحدث طفرات الميلانين بشكل أكثر تكرارًا. هناك نوعان من الميلانين، الأوميلانين والفايوميلانين، في الطيور. يتواجد الأوميلانين في الجلد والعينين فقط. في بعض أنواع الطيور، يُنتج اللون بالكامل عن طريق الأوميلانين، ومع ذلك، يوجد كلا النوعين من الميلانين في معظم الأنواع. في الطيور، عُرّف المهق على أنه «النقص الكامل للميلانين في كل من الريش والعينين والجلد باعتبارها نتيجة لغياب مورث التيروزينا»، ومع ذلك، فإن هذا يتجاهل تأثيرات الأصباغ والألوان الهيكلية الأخرى.
الطائر الأبيض لديه منقار أبيض، وريش أبيض، وجلد غير ملون، ومخالب بيضاء وعيون وردية أو حمراء. يظهر المهق فقط في نحو 1 من كل 1800 طائر. النوعان الأكثر شيوعًا من طيور ألبينو (أي الطيور المصابة بالمهق) هما السنونو أبيض البطن والسمّن الأمريكي الشمالي. تشمل طيور ألبينو الشهيرة «سنودروب»، وهو أول بطريق أمهق وُلد في حديقة الحيوانات بريستول.
في إحدى الدراسات، صُنف المهق في الطيور وفقًا لمدى غياب الصباغ.
1. المهق الكامل – غياب كامل متزامن للميلانين عن العينين والجلد والريش. هذا هو أندر شكل. وكان هذا النوع من المهق يشكل 7% فقط من 1847 حالة من حالات مهق الطيور
2. المهق غير الكامل – عندما لا يغيب الميلانين عن العينين والجلد والريش في الوقت نفسه.
3. المهق الناقص – عندما ينقص الميلانين في العينين والجلد والريش.
4. المهق الجزئي – عندما يصيب المهق مناطق معينة من الجسم.

ومع ذلك، قيل إن تعريف المهق يمنع إمكانية حدوث «المهق الجزئي» الذي يظهر فيه طائر أبيض في الغالب يكون شكل من أشكال اصطباغ الميلانين. هذا ببساطة أمر مستحيل، تمامًا مثل حدوث «الحمل جزئيًا».

## في النباتات
في النباتات، يتميز المهق بفقدان جزئي أو كامل لأصباغ اليخضور وبالتمايز غير الكامل لأغشية البلاستيدات الخضراء. يتداخل المهق في النباتات مع عملية التركيب الضوئي، والتي يمكن أن تقلل من قابلية البقاء. يمكن أن تحتوي بعض الأشكال المختلفة للنباتات على أزهار بيضاء أو أجزاء أخرى. ومع ذلك، فإن هذه النباتات ليست خالية تمامًا من اليخضور. المصطلحات المرتبطة بهذه الظاهرة هي «نقص الانصباغ» و«ألبيفلورا».
تسمى النباتات الشاحبة ببساطة نتيجةً لبقائها في الظلام.
يُعتبر نبات سيكويا دائم الخضرة الأمهق مثالًا نادرًا لشجرة ألبينو مع إبر بيضاء؛ على الرغم من افتقاره إلى اليخضور، إلا أنه يمكن أن ينمو إلى حجم كبير كطفيل، وعادةً ما يكون على قاعدة شجرة سيكويا دائمة الخضرة (الطبيعية) التي نشأت منها لأول مرة. فقط حوالي ستين نموذجًا من نبات سيكويا دائم الخضرة الأمهق معروفة. بالإضافة إلى ذلك، فإن عددًا أقل من أشجار سيكويا دائمة الخضرة «الخيالية» تحتوي على إبر طبيعية وإبر بيضاء.
حدث المهق بشكل متكرر في ذرية أصناف الكرز الحلو وهي التارتار الأسود، وبينغ، وهيدلفنغن.

## معرض صور

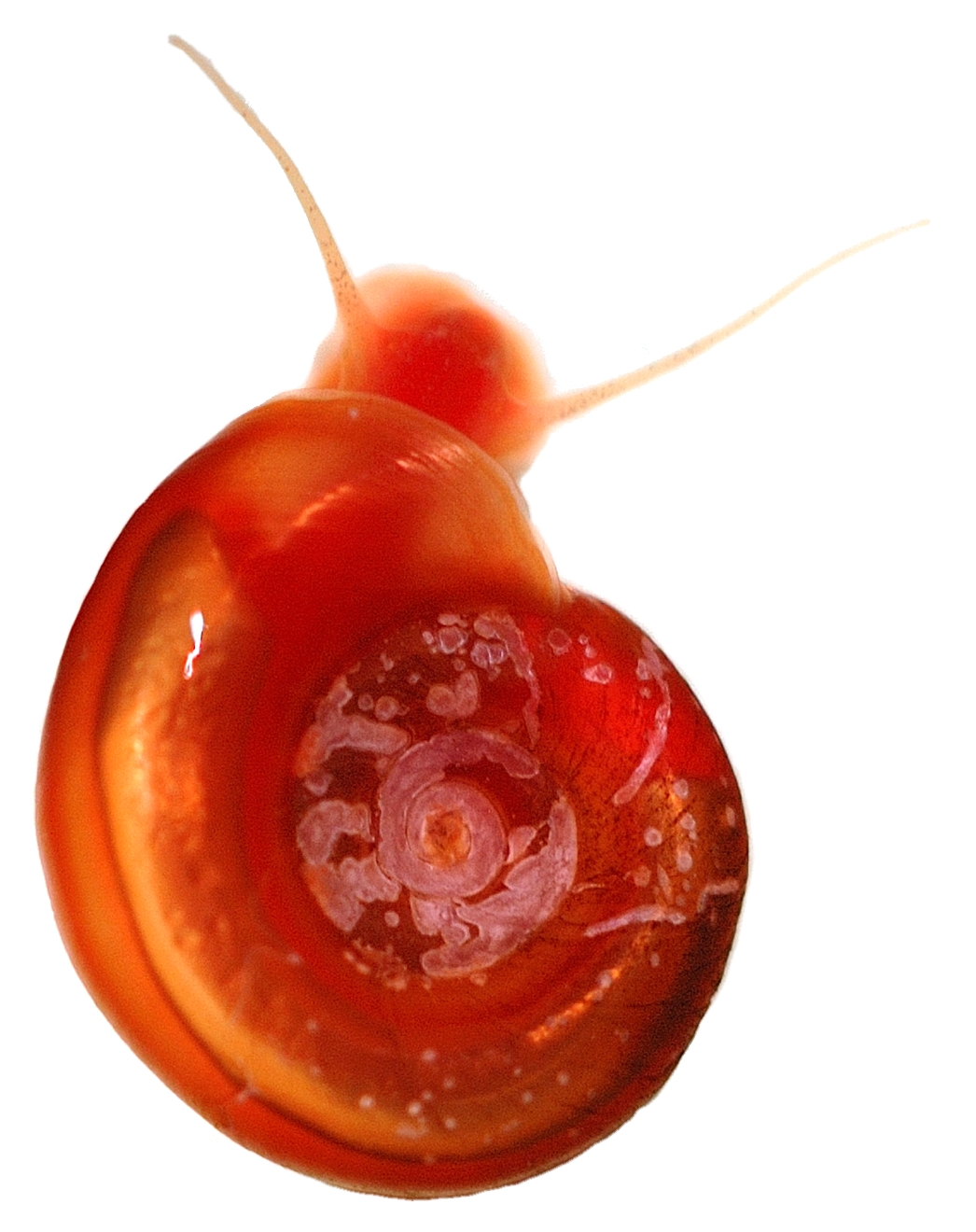
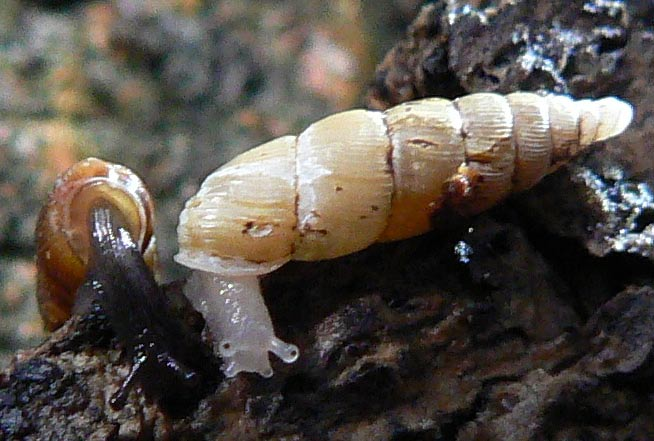
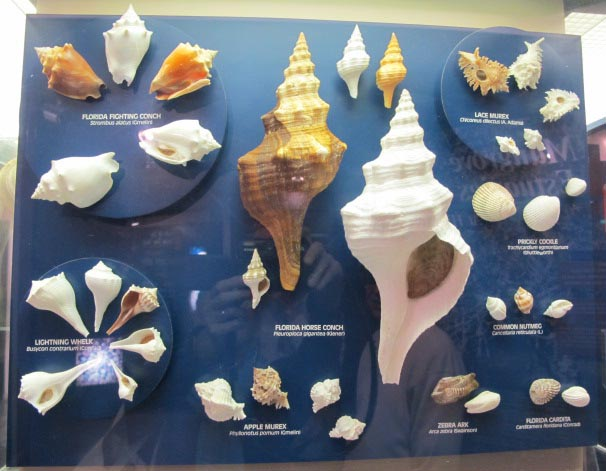

## روابط خارجية
- GeneReview/NCBI/NIH/UW entry on Oculocutaneous Albinism Type 2
- GeneReview/NCBI/NIH/UW entry on Oculocutaneous Albinism Type 4